# حي الزهراء (حمص)
حي الزهراء، حي سكني شعبي يقع على أطراف المدينة القديمة في حمص، ويبعد عن مركزها ثلاثة كيلومترات، يقع الحي في الجهة الشرقية من مدينة حمص ويعتبر من الأحياء حديثة التأسيس في المدينة. يحدّ الحي من الشرق طريق الستين ويفصله عن حي المهاجرين وحي الأرمن ويحده حي السبيل من الشمال ويفصله عنه الطريق بين دوار العباسية ومقبرة الكتيب، ويحده من الغرب مقبرة الكتيب ومن الجنوب حي جب الجندلي ويفصله عنه الطريق الواصل بين دوار المواصلات القديم ودوار الفدعوس،  سمي الحي بهذا الاسم نسبةً الى مسجد السيدة فاطمة الزهراء الموجود فيه، حيث يقطن الحي أغلبيَّة علويَّة وأقلية سنية من عشيرة الفواعرة. ويقدر عدد سكان الحي حوالي 24,000 نسمة في 2011

## تاريخ
كان الحي قديماً إقطاعاً لعائلة الزهراوي الحمصية العريقة، ويُعرف باسم كرم الزهراوي، حيث كانت الكروم تحيط بمدينة حمص القديمة مثل كرم الشامي في غربها وكرم اللوز وكرم الزيتون في جنوبها وكرم الزهراوي في شرقها ،وكرم شمشم في شمالها، وكان كرم الزهراوي في الخمسينيات يفصل حمص القديمة عن دير بعلبة التي كانت بلدة آنذاك، وقد بدأت الدولة في عهد حافظ الأسد في السبعينيات بإعطاء العلويين كرم الزهراوي لعمارته والسكنى به.
في الحرب الأهليَّة السوريَّة
خلال الحرب الأهلية السورية، اعتبر حي الزَّهراء المعقل الأكبر للمجموعات المسلَّحة الموالية للنظام السوري في مدينة حمص لكون غالبية سكان الحي من الطائفة العلويَّة، وساهمت بدور كبير في تنفيذ عمليات قتاليَّة في الأحياء الحمصيَّة المُعارضة مثل الخالديَّة، وكرم الزيتون والبياضة ودير بعلبة. تعرَّض الحي في المقابل لتفجيرات من قبل سيارات مفخخة، ومنها مقتل 19 شخصًا وإصابة 43 آخرون جراء تفجير مزدوج في صباح يوم الاثنين 28 ديسمبر 2015.، وقد سيطرت هيئة تحرير الشام على حي الزهراء في صباح الأحد 8 كانون الأول 2024 بعد معارك مع النظام.